# Earthship

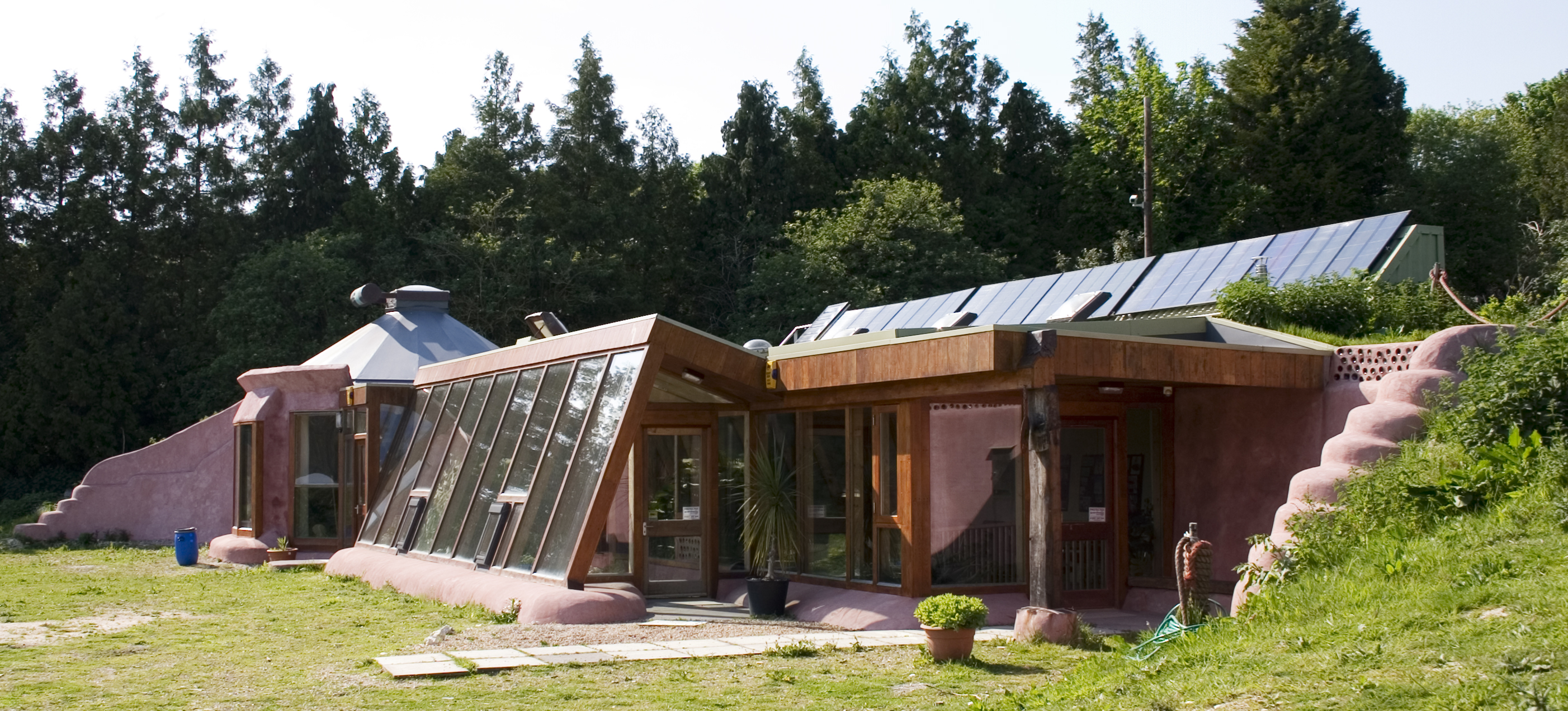
Earthship в Брайтоні, Англія

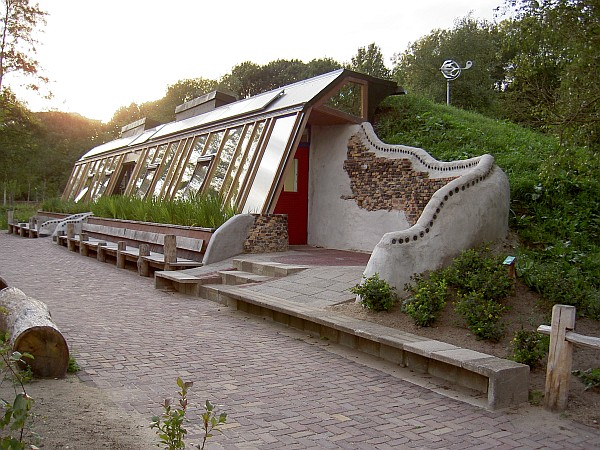
Earthship в Нідерландах

Земний корабель (англ. Earthship) — різновид сонячного пасивного будинку, створеного з використанням натуральних і вторинних матеріалів, наприклад, заповнених землею використаних покришок. Концепцію запропонував архітектор Майкл Рейнольдс.
Концепт передбачає використання наступних 6 речей:
1. Термальний / сонячний нагрів та охолодження
2. Енергія сонця і вітру
3. Власна система каналізаційного очищення
4. Будівництво з натуральних і вторинних матеріалів
5. Збір і тривале зберігання води
6. Власне виробництво частини їжі для споживання

Будинок розрахований на експлуатацію без комунальних мереж і послуг, а також палива. При будівництві використовується тепловий акумулятор і природна вентиляція для регулювання температури. Конструкція максимально спрощена, щоб люди без будівельних навичок могли легко впоратися з цим завданням.